# Mainz

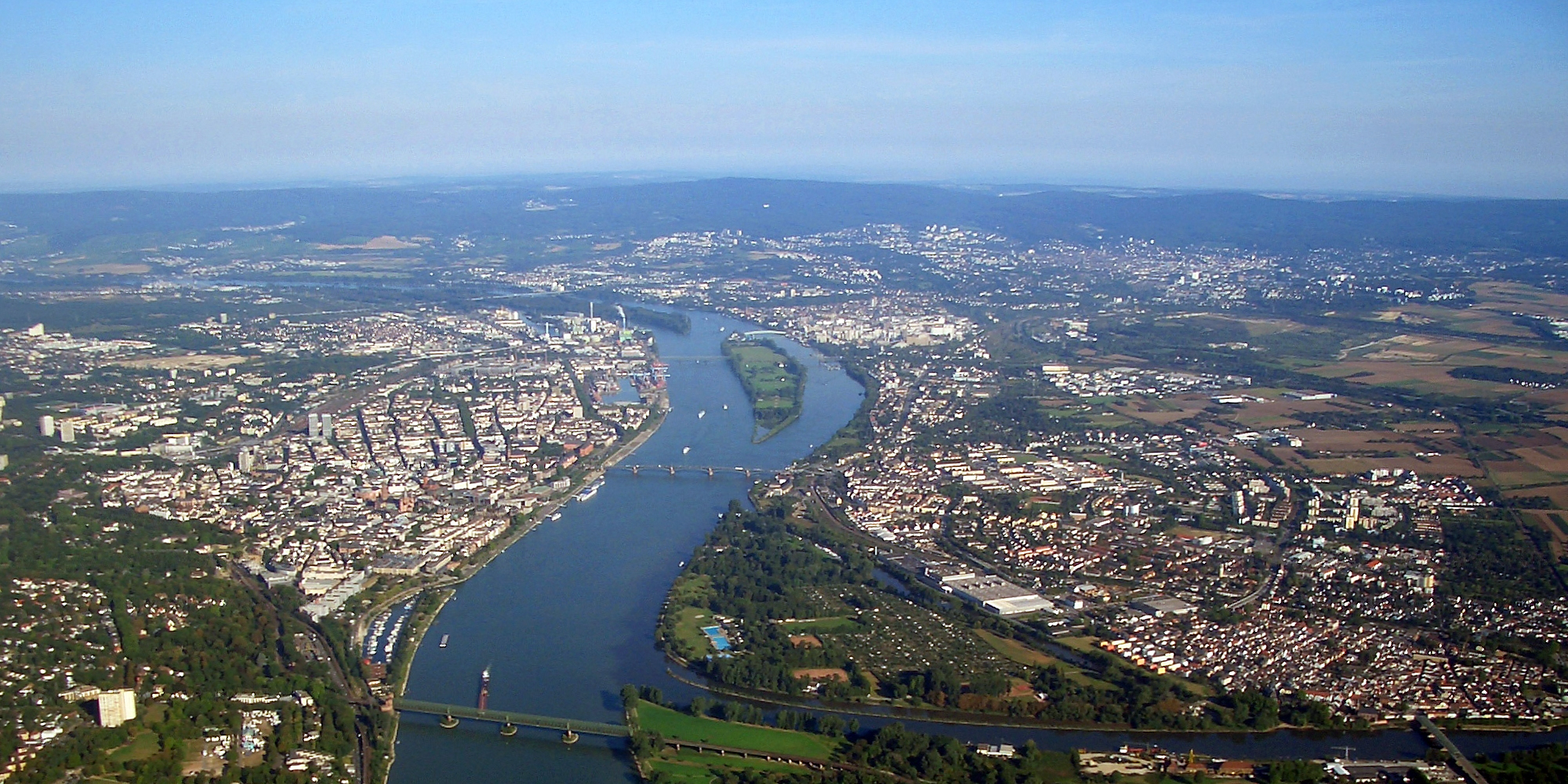
Mainz

Mainz là thành phố và thủ phủ của bang Rheinland-Pfalz nước Đức. Mainz đã từng là thủ đô của Tuyển hầu quốc Mainz thời Thánh chế La Mã. Trong thời cổ đại, Mainz là một thành phố La Mã pháo đài chỉ huy bờ phía tây của sông Rhine và hình thành một phần của vùng biên giới phía bắc của Đế chế La Mã, nó được thành lập như một đồn quân sự bởi những người La Mã vào những năm cuối thế kỷ 1 trước Công nguyên. Thành phố này nằm bên sông Rhein tại hợp lưu của nó với chính đối diện Wiesbaden, ở phía tây của Frankfurt Rhine-Main, trong thời hiện đại, Frankfurt chia sẻ nhiều tầm quan trọng trong khu vực.
Thành phố này nổi tiếng là nhà phát minh ra máy in loại di chuyển, như những cuốn sách đầu tiên được in sử dụng loại máy in di chuyển được sản xuất tại Mainz bởi Johannes Gutenberg trong thời gian đầu những năm 1450.
Mainz nằm ở vĩ độ 50, trên bờ phía tây của sông Rhine, đối diện ngã ba sông Mainz với sông Rhine. Dân số vào đầu năm 2012 là 200.957 người, ngoài ra còn có 18.619 người duy trì một nơi cư trú chính ở nơi khác nhưng có một ngôi nhà thứ hai ở Mainz. Thành phố này là một phần của khu vực đô thị Rhein bao gồm 5,8 triệu người. Đến Mainz từ sân bay quốc tế Frankfurt trong phút 25 bằng đường sắt (tuyến S8).